# Dolîna, Tlumaci
Dolîna (în ucraineană Долина) este o comună în raionul Tlumaci, regiunea Ivano-Frankivsk, Ucraina, formată numai din satul de reședință.

## Demografie
Componența lingvistică a comunei Dolîna
     Ucraineană (99,52%)
     Alte limbi (0,48%)
Conform recensământului din 2001, majoritatea populației comunei Dolîna era vorbitoare de ucraineană (99,52%), existând în minoritate și vorbitori de alte limbi.